# Saison 1988-1989 de snooker
Navigation
1987-1988 1989-1990
La saison 1988-1989 de snooker est la 21e saison de snooker. Elle regroupe 36 tournois organisés par la WPBSA entre le 14 mai 1988 et juin 1989.

## Nouveautés
- Retour dans le calendrier du Masters de Nouvelle-Zélande.
- Création du Masters de Dubai, de l'Open d'Europe (qui est dès sa première édition un tournoi comptant pour le classement mondial), du World Matchplay, du Grand Prix Norwich Union et du Masters de Londres.
- Le Masters du Canada compte désormais pour le classement.
- Le Masters d'Australie, de Tokyo, d’Écosse, le championnat du monde par équipes et la coupe Kent ne sont pas reconduits.
- Instauration d'une série de 3 tournois de la WPBSA non-classés.

## Calendrier
| C = Tournoi classé (professionnel)                                |
| NC = Tournoi non classé (professionnel)                           |
| TE = Tournoi par équipes (professionnel)                          |
| P/A = Tournoi pro-am (professionnel et amateur)                   |
| TQ = Tournoi qualificatif pour le circuit professionnel (amateur) |

| Dates (mois-jour) | Dates (mois-jour) | Tournoi                                                               | Lieu            | Site                             | Cat. | Vainqueur           | Finaliste            | Score   | Références |
| 05-14             | 05-21             | Séries qualificatives pour le circuit professionnel 89/90 (épreuve 1) | Puckpool        | Warners                          | TQ   | Stephen Murphy (en) | James Wattana        | 5-3     |            |
| 06-04             | 06-11             | Séries qualificatives pour le circuit professionnel 89/90 (épreuve 2) | Burnham-on-Sea  | Sands Holiday Village            | TQ   | James Wattana       | Duncan Campbell (en) | 5-1     |            |
| 07–??             | 07–??             | Masters de Nouvelle-Zélande                                           | Wellington      | Parlement de Nouvelle-Zélande    | NC   | Stephen Hendry      | Mike Hallett         | 6–1     | [ 1 ]      |
| 08–03             | 08–07             | Masters de Hong Kong                                                  | Hong Kong       | Stade de la Reine Élisabeth      | NC   | Jimmy White         | Neal Foulds          | 6–3     | [ 1 ]      |
| 08–25             | 09–16             | Open international                                                    | Stoke-on-Trent  | Trentham Gardens                 | C    | Steve Davis         | Jimmy White          | 12–6    | [ 2 ]      |
| 09–??             | 09–??             | Championnat du Canada                                                 | Toronto         | Minkler Auditorium               | NC   | Alain Robidoux      | Jim Wych (en)        | 8–4     | [ 3 ]      |
| 09–??             | 09–??             | Championnat d'Australie                                               | Sydney          | Roots Hill Retired Soldiers Club | NC   | John Campbell (en)  | Robby Foldvari (en)  | 9–7     | [ 3 ]      |
| 09–??             | 09–??             | Tournoi de la WPBSA (épreuve 1)                                       | Leeds           | Excelsior Club                   | NC   | Gary Wilkinson      | Alex Higgins         | 5-4     |            |
| 09–26             | 09–29             | Masters de Dubai                                                      | Dubai           | Al Nasr Stadium                  | NC   | Neal Foulds         | Steve Davis          | 5–4     | [ 4 ]      |
| 10–??             | 10–??             | Tournoi Fosters                                                       | Dublin          | RTÉ Studios                      | NC   | Mike Hallett        | Stephen Hendry       | 8–5     | [ 5 ]      |
| 10-01             | 10-08             | Séries qualificatives pour le circuit professionnel 89/90 (épreuve 3) | Prestatyn       | Pontins                          | TQ   | Jason Ferguson (en) | Jonathan Birch       | 5-2     |            |
| 10–04             | 10–09             | Championnat Matchroom                                                 | Southend-on-Sea | Cliffs Pavilion                  | NC   | Steve Davis         | Dennis Taylor        | 10–7    | [ 1 ]      |
| 10–10             | 10–23             | Grand Prix                                                            | Reading         | The Hexagon                      | C    | Steve Davis         | Alex Higgins         | 10–6    | [ 6 ]      |
| 10–26             | 11–05             | Masters du Canada                                                     | Toronto         | Minkler Auditorium               | C    | Jimmy White         | Steve Davis          | 9–4     | [ 7 ]      |
| 11–??             | 11–??             | Tournoi de la WPBSA (épreuve 2)                                       | Brixham         | Pontin's                         | NC   | Paddy Browne (en)   | Peter Francisco (en) | 5-1     |            |
| 11–11             | 11–27             | Championnat du Royaume-Uni                                            | Preston         | Preston Guild Hall               | C    | Doug Mountjoy       | Stephen Hendry       | 16–12   | [ 8 ]      |
| 12–??             | 12–??             | Tournoi de la WPBSA (épreuve 3)                                       | Leeds           | Excelsior Club                   | NC   | David Taylor        | Steve Meakin (en)    | 5-1     |            |
| 12–02             | 12–10             | Championnat du monde de match-play                                    | Brentwood       | Brentwood Centre                 | NC   | Steve Davis         | John Parrott         | 9–5     | [ 9 ]      |
| 12–17             | 12–18             | Grand Prix Norwich Union                                              | Monte Carlo     | Monte Carlo                      | NC   | Steve Davis         | Jimmy White          | 5–4     | ,          |
| 01–01             | 01–15             | Classique de snooker                                                  | Blackpool       | Norbreck Castle Hotel            | C    | Doug Mountjoy       | Wayne Jones (en)     | 13–11   | [ 11 ]     |
| 01–??             | 01–??             | Championnat du pays de Galles                                         | Newport         | Newport Centre                   | NC   | Doug Mountjoy       | Terry Griffiths      | 9–6     | [ 12 ]     |
| 01–??             | 01–??             | Championnat d'Afrique du Sud                                          | Johannesbourg   |                                  | NC   | Perrie Mans         | Robbie Grace (en)    | 8–5     | [ 3 ]      |
| 01–??             | 01–??             | Open des Pays-Bas                                                     | Hilversum       | Veronica TV Building             | P/A  | Mike Hallett        | Darren Morgan        | 6-5     |            |
| 01–22             | 01–29             | Masters                                                               | Londres         | Wembley Conference Centre        | NC   | Stephen Hendry      | John Parrott         | 9–6     | ,          |
| 01–30             | 02–11             | Open d'Europe                                                         | Deauville       | Casino de Deauville              | C    | John Parrott        | Terry Griffiths      | 9–8     | ,          |
| 02–12             | 02–18             | Championnat d'Angleterre                                              | Bristol         | Redwood Lodge                    | NC   | Mike Hallett        | John Parrott         | 9–7     | ,          |
| 02–??             | 02–20             | Championnat d'Écosse                                                  | Édimbourg       | Marco's Leisure Centre           | NC   | John Rea (en)       | Murdo MacLeod        | 9–7     | ,          |
| 02–??             | 02–??             | Championnat d'Irlande                                                 | Antrim          | Antrim Forum                     | NC   | Alex Higgins        | Jack McLaughlin (en) | 9–7     | [ 20 ]     |
| 02–19             | 03–05             | Open de Grande-Bretagne                                               | Derby           | Assembly Rooms                   | C    | Tony Meo            | Dean Reynolds        | 13–6    | ,          |
| 03–21             | 03–24             | Coupe du monde                                                        | Bournemouth     | Bournemouth International Centre | TE   | Angleterre          | Reste du monde       | 9–8     | ,          |
| 03–28             | 04–02             | Masters d'Irlande                                                     | Kill            | Goff's                           | NC   | Alex Higgins        | Stephen Hendry       | 9–8     | [ 25 ]     |
| 04–15             | 05–01             | Championnat du monde                                                  | Sheffield       | Crucible Theatre                 | C    | Steve Davis         | John Parrott         | 18–3    | [ 26 ]     |
| 01–??             | 05–14             | Ligue Matchroom                                                       |                 |                                  | NC   | Steve Davis         | John Parrott         | [ n 1 ] | [ 27 ]     |
| 09–01             | 05–23             | Masters de Londres                                                    | Londres         | Café Royal                       | NC   | Stephen Hendry      | John Parrott         | 4–2     | [ 1 ]      |
| 06–??             | 06–??             | Tournoi Pontins professionnel                                         | Prestatyn       | Pontins                          | NC   | Darren Morgan       | Tony Drago           | 9–2     | [ 28 ]     |
| 06–??             | 06–??             | Tournoi Pontins pro-am (printemps)                                    | Prestatyn       | Pontins                          | P/A  | Peter Ebdon         | Ken Doherty          | 7-4     |            |

## Classement mondialen début et fin de saison

### Classement après lechampionnat du monde 1988
| Rang | Évol.         | Joueur            |
| 1    | en stagnation | Steve Davis       |
| 2    | 3             | Jimmy White       |
| 3    | 10            | Neal Foulds       |
| 4    | 2             | Cliff Thorburn    |
| 5    | 3             | Joe Johnson       |
| 6    | 4             | Terry Griffiths   |
| 7    | 3             | Tony Knowles      |
| 8    | 5             | Dennis Taylor     |
| 9    | 3             | Alex Higgins      |
| 10   | 2             | Silvino Francisco |
| 11   | 4             | Willie Thorne     |
| 12   | 4             | Rex Williams      |
| 13   | 4             | John Parrott      |
| 14   | en stagnation | Doug Mountjoy     |
| 15   | 14            | Dean Reynolds     |
| 16   | 11            | Mike Hallett      |

### Classement après lechampionnat du monde 1989
| Rang | Évol.         | Joueur               |
| 1    | en stagnation | Steve Davis          |
| 2    | en stagnation | Jimmy White          |
| 3    | en stagnation | Neal Foulds          |
| 4    | 19            | Stephen Hendry       |
| 5    | 1             | Terry Griffiths      |
| 6    | 2             | Cliff Thorburn       |
| 7    | 6             | John Parrott         |
| 8    | 1             | Tony Knowles         |
| 9    | 7             | Mike Hallett         |
| 10   | 2             | Dennis Taylor        |
| 11   | en diminution | Joe Johnson          |
| 12   | 2             | Silvino Francisco    |
| 13   | 2             | Willie Thorne        |
| 14   | 2             | Peter Francisco (en) |
| 15   | 4             | John Virgo           |
| 16   | 11            | Cliff Wilson         |